# Ernest David Marquand
Ernest David Marquand (1848 - 1918) fue un botánico, briólogo inglés. Su hijo, Cecil Victor Boley Marquand (1897-1943), quien escribió The cultivated gentians of China and the Himalaya, en 1932. Sus especímenes se hallan en Kew Gardens, y en los Museos de Edimburgo, y de Merseyside.

## Algunas publicaciones
- 1897. Additional Guernsey fungi. 7 pp.

### Libros
- 1891. The cryptogamic flora of Kelvedon and its neighbourhood, together with a few coast species
- 1891. The flora of Guernsey. 23 pp.
- 1897. The fungi of Guernsey. 19 pp.
- 1899. The Flora of Alderney. Edición reimpresa, 14 pp.
- 1901. Flora of Guernsey and the Lesser Channel Islands; Namely Alderney, Sark, Herm, Jethou, and the Adjacent Islets. with Five Maps. Ed. General Books. 388 pp. Reeditó en 2009 en línea ISBN 1150215461 ISBN 9781175905475
- 1904. The spiders of Guernsey. 17 pp.
- 1905. The Guernsey dialect and its plant names. 17 pp.
- 1908. The Guernsey dialect names of birds, fishes, insects, &c. 20 pp.

- La abreviatura «Marquand» se emplea para indicar a Ernest David Marquand como autoridad en la descripción y clasificación científica de los vegetales.[2]